# Natura 2000-område nr. 101 Sønder Ådal
 Natura 2000-område nr. 101 Sønder Ådal består af består af en del af Habitatområde nr. H90 og fuglebeskyttelsesområde nr. 63. Området der udgør 2.659 hektar, ligger i Aabenraa- og Tønder Kommune, i vandplanopland 4.1 Kruså-Vidå. Området ligger syd for Bylderup-Bov og sydvest for Tinglev og er er overvejende privatejede landbrugsarealer i drift. I øst
-vestgående retning gennemskæres området af Gammelå (nordligt beliggende) og Sønderå (sydligt beliggende), som er en del af Vidåsystemet, der udmunder i Vadehavet. Natura 2000-området støder mod sydvest til den dansk-tyske grænse.
Natura 2000-området er udpeget på grundlag af en række fuglearter, sortterne, mosehornugle, hedehøg, rørhøg, rørdrum og engsnarre, og naturplanens målsætninger og indsatsprogram er rettet mod beskyttelsen af disse og af en generel sikring og forbedring af områdets naturværdier.

## Eksterne kilder og henvisninger
1. ↑  Hovedvandopland 4.1 Vidå - Kruså 2009-2015. Arkiveret 5. oktober 2017 hos  Wayback Machine på mst.dk

- Naturplanen Arkiveret 16. oktober 2017 hos  Wayback Machine
- Basisanalysen 2016-21 Arkiveret 16. oktober 2017 hos  Wayback Machine
- Kort med området indtegnet på miljoegis.mim.dk